# Église de Tyrvää
L'église de Tyrvää (en finnois : Tyrvään kirkko) est une église située dans le quartier de Tyrvää à Sastamala en Finlande.

## Architecture
L'église est conçue par  dans un style néogothique par Pehr Johan Gylich l'architecte de la ville de Turku. 
L'église à deux tours est construite en 1855 à Sastamala.
Elle peut accueillir environ 1 000 personnes.
Le retable est un triptyque peint par Robert Wilhelm Ekman en 1866. Il représente la Transfiguration, la Résurrection et la Crucifixion.
Dans le chœur se trouve une copie de la statue du Christ sculptée par Ville Vallgren,.
Le fabrique d'orgues de Kangasala fournit le premier orgue en 1883. 
En 1938, l'église est rénovée selon les plans de Bertel Strömmer.
La rénovation fera entre-autres disparaître les vitraux.

## Galerie

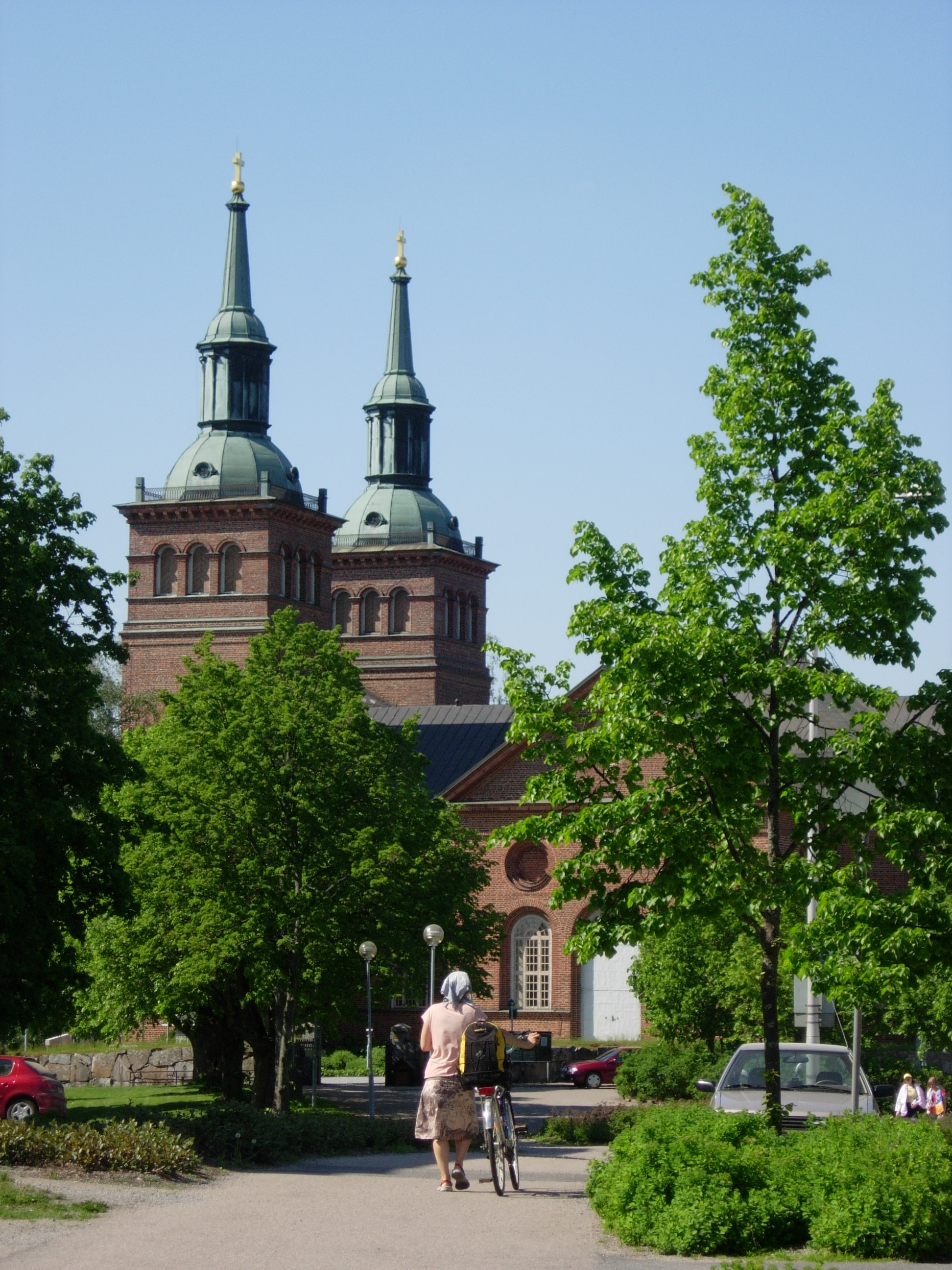
L'église de Tyrvää
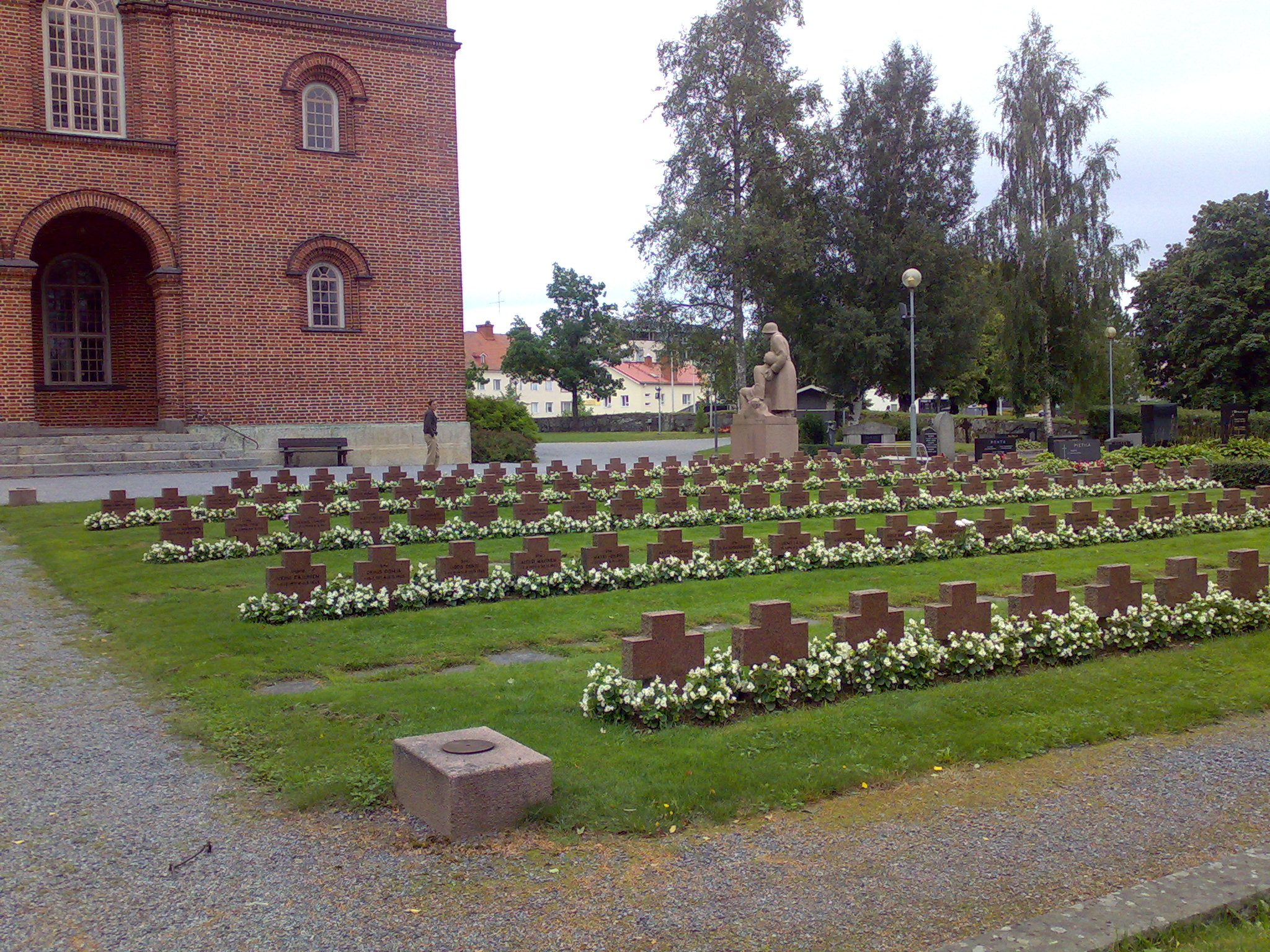
Tombes des héros de guerre
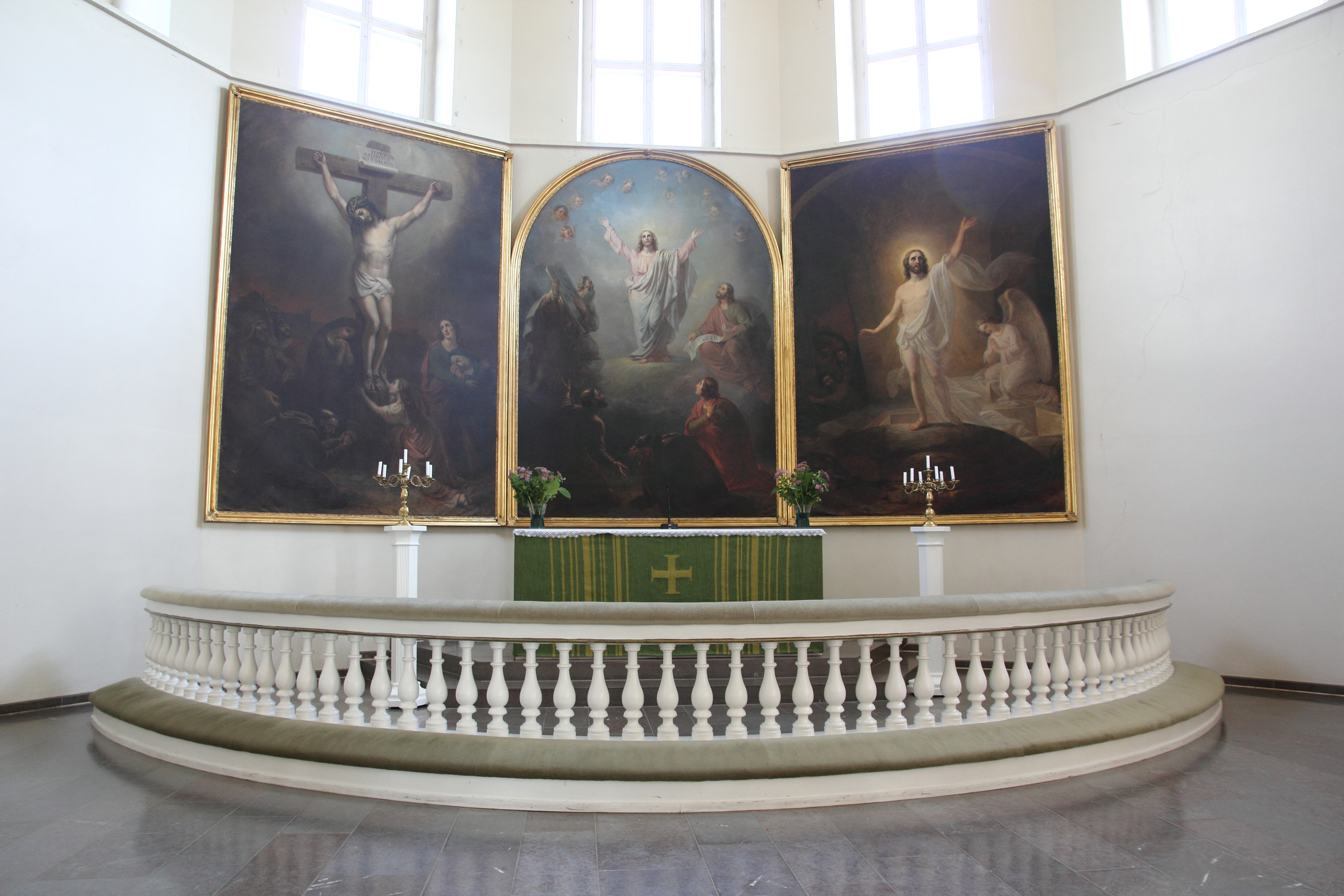
Le retable.
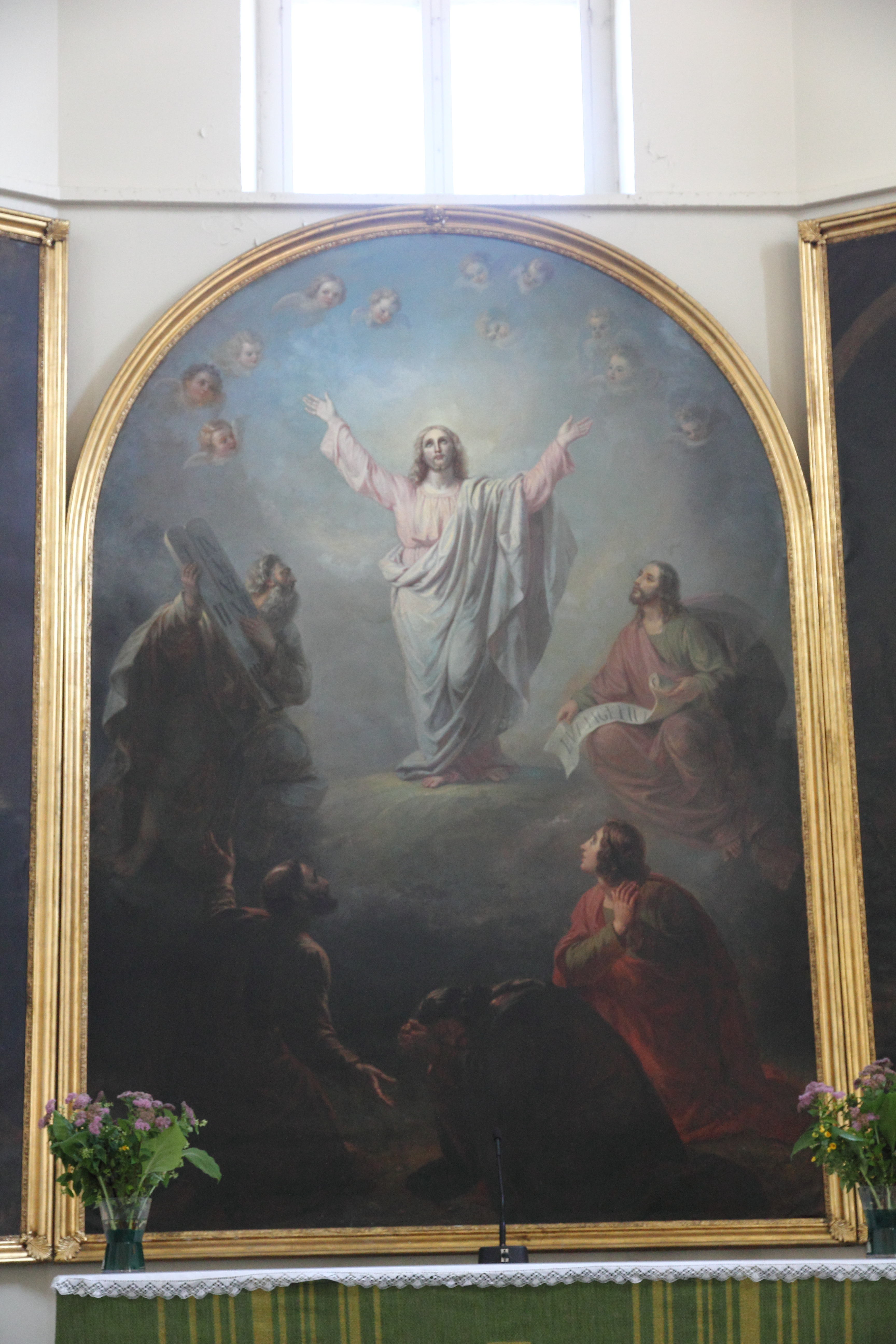
La Transfiguration
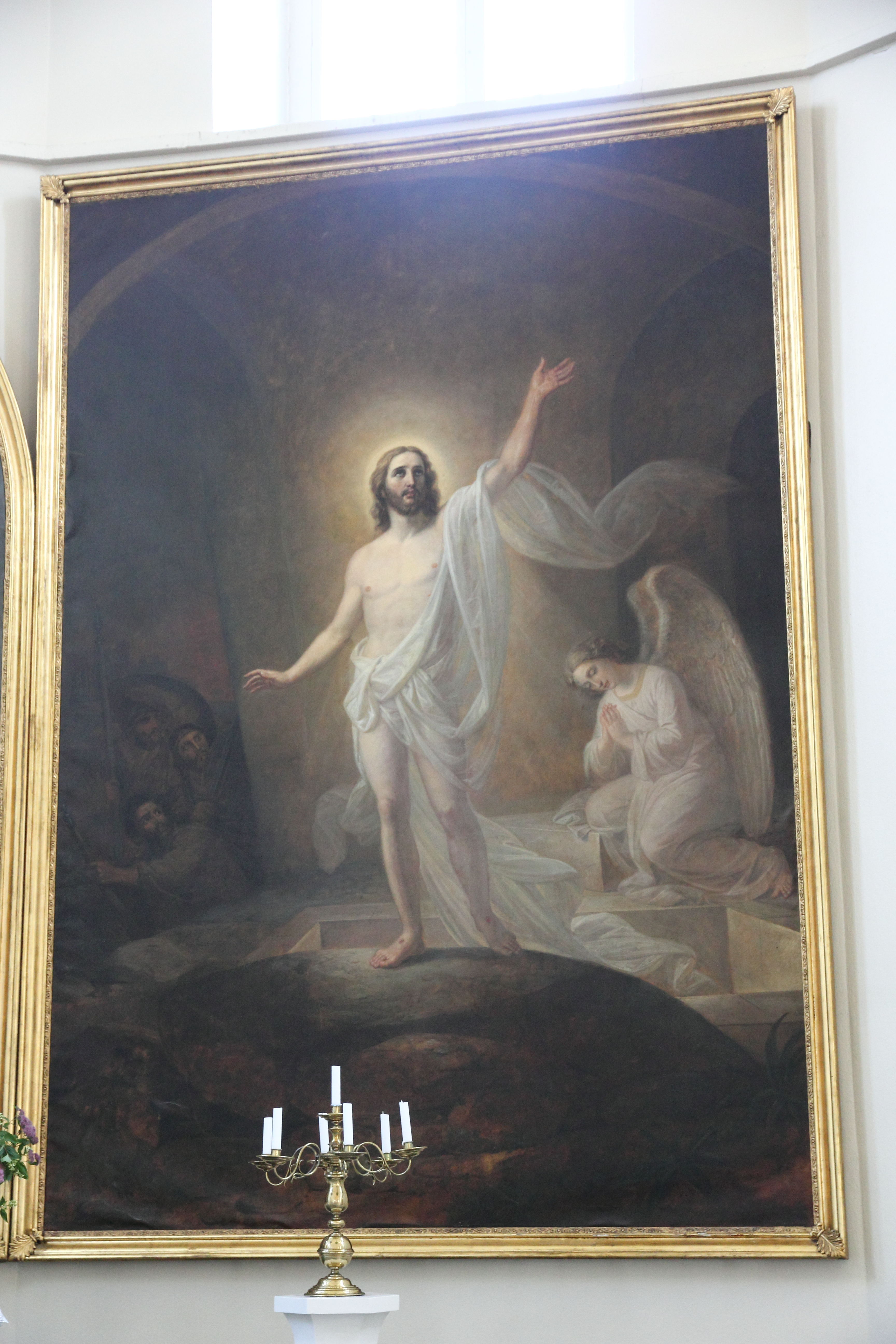
La Résurrection
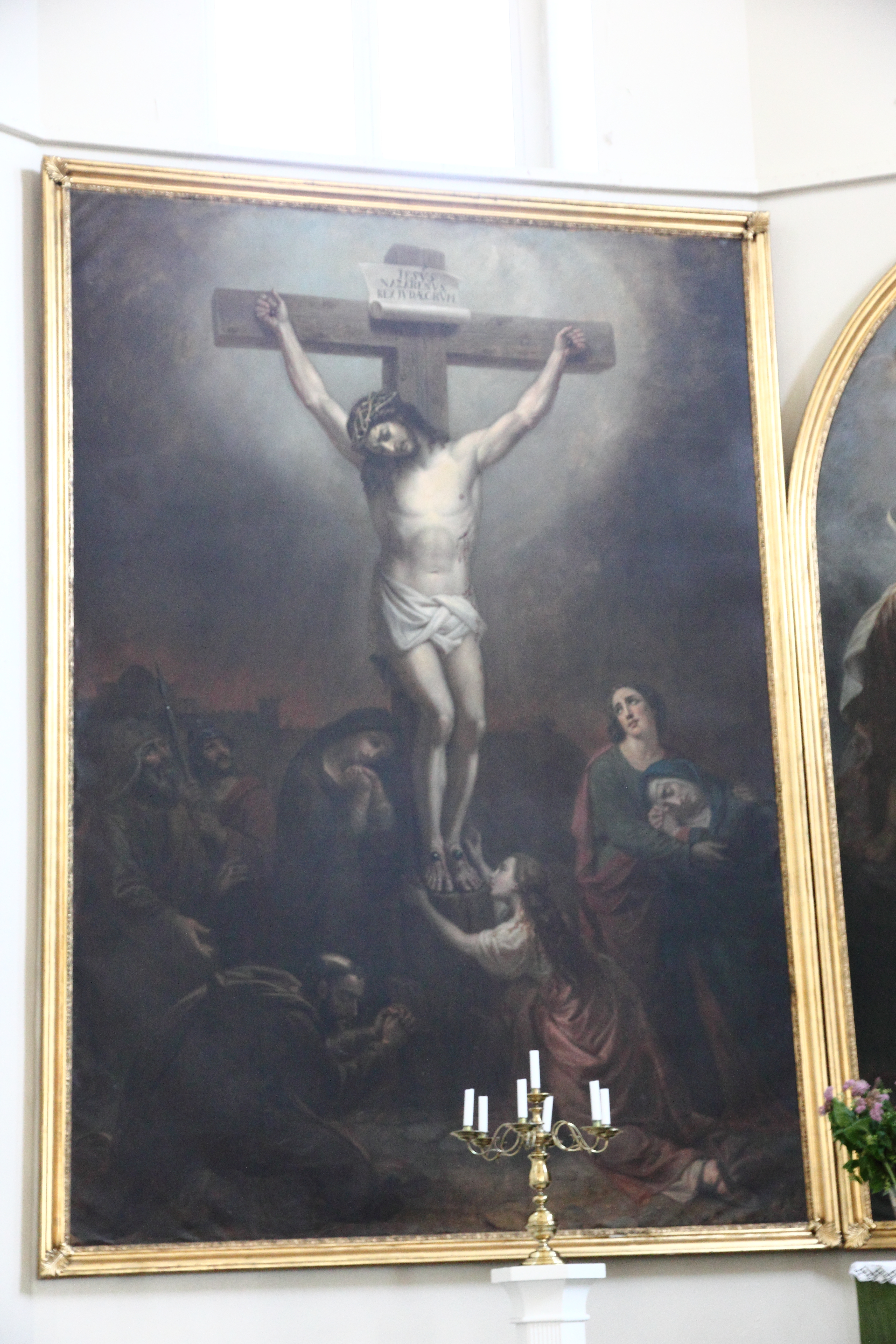
La Crucifixion
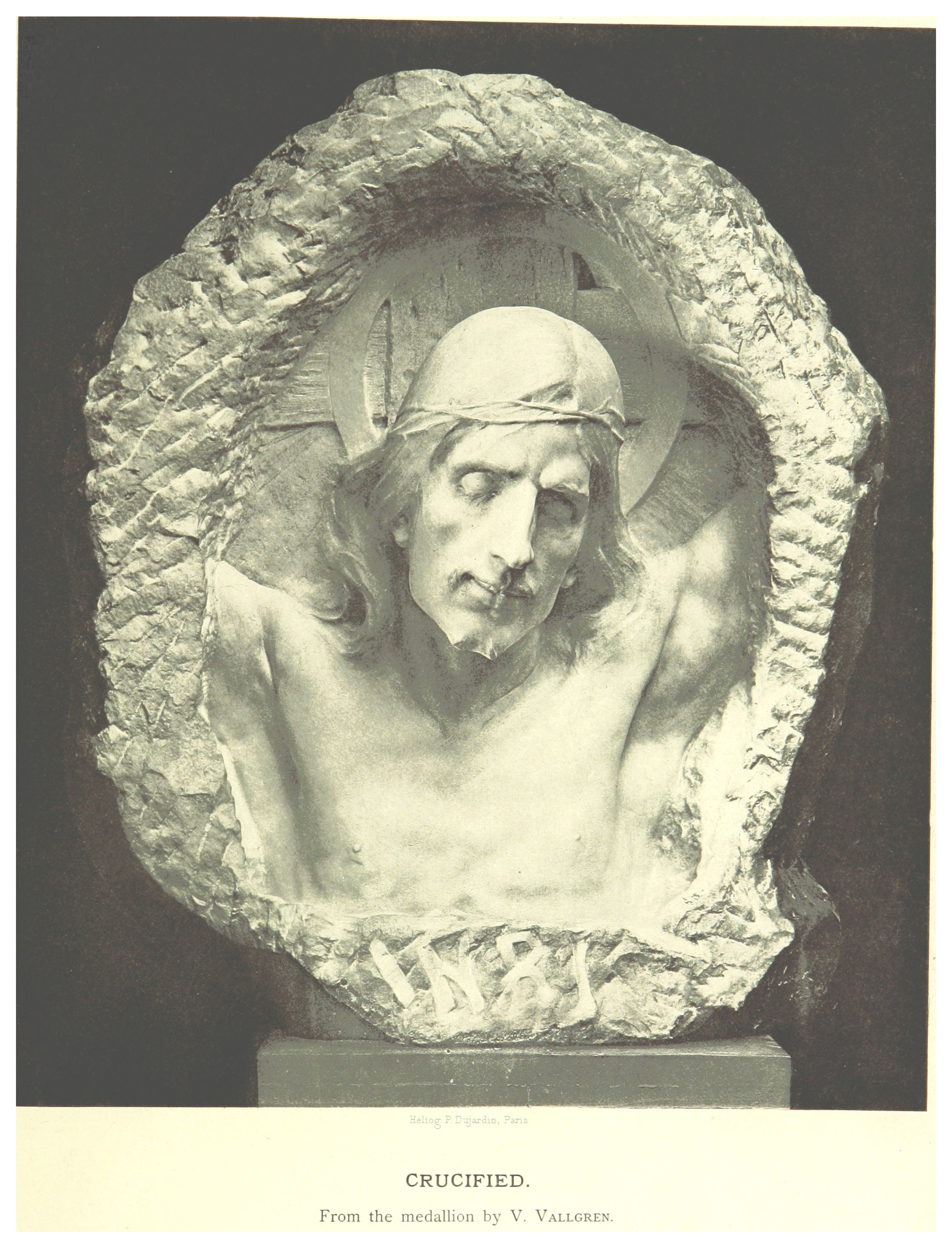
Le Christ de Ville Vallgren.